# Défense fondée sur les troubles mentaux en droit canadien
Pour un article plus général, voir Défense fondée sur les troubles mentaux.
En droit canadien, la défense fondée sur les troubles mentaux consiste à faire valoir qu'un accusé ne devrait pas être trouvé coupable mais devrait plutôt être jugé non criminellement responsable pour cause de troubles mentaux et être en conséquence envoyé dans un hôpital psychiatrique plutôt qu'une prison.

## Code criminel
Dans le Code criminel canadien, la disposition pertinente en matière de défense fondée sur les troubles mentaux est l'article 16 C.cr.

« Troubles mentaux
16 (1) La responsabilité criminelle d’une personne n’est pas engagée à l’égard d’un acte ou d’une omission de sa part survenu alors qu’elle était atteinte de troubles mentaux qui la rendaient incapable de juger de la nature et de la qualité de l’acte ou de l’omission, ou de savoir que l’acte ou l’omission était mauvais.
Présomption
(2) Chacun est présumé ne pas avoir été atteint de troubles mentaux de nature à ne pas engager sa responsabilité criminelle sous le régime du paragraphe (1); cette présomption peut toutefois être renversée, la preuve des troubles mentaux se faisant par prépondérance des probabilités.
Charge de la preuve
(3) La partie qui entend démontrer que l’accusé était affecté de troubles mentaux de nature à ne pas engager sa responsabilité criminelle a la charge de le prouver. »

## Jurisprudence
Dans l'affaire Guy Turcotte, la Cour d'appel du Québec a précisé l'application de l'article 16 du Code criminel. Le docteur Turcotte plaidait entre autres qu'en raison d'un trouble d'adaptation, l'article 16 C.cr. devrait s'appliquer à lui. Or, il a été soutenu au procès que d'un point de vue médical, le trouble d'adaptation est un problème psychologique mineur qui n'a pas grand chose à voir avec les troubles mentaux importants comme la schizophrénie ou la psychose. Le docteur Turcotte a néanmoins eu gain de cause dans son premier procès puisque l'article 2 du Code criminel définit les troubles mentaux comme étant « toute maladie mentale ». Le ministère public a fait appel de cette décision et la Cour d'appel a ensuite précisé les critères pour évaluer la défense de troubles mentaux à la lumière de l'article 16. Dans sa décision, la Cour d'appel affirme que ce n'est pas suffisant de se limiter à la définition de l'article 2 C.cr. (« toute maladie mentale ») , il faut également qu'« il existe une preuve que cette condition mentale a entraîné l’incapacité de juger de la nature et de la qualité de l'acte ou de l'omission, ou de savoir que l'acte ou l'omission était mauvais ». En cette matière, la Cour d'appel a réaffirmé l'analyse du juge Bastarache dans l'arrêt R. c. Stone.

## Histoire de ce moyen de défense
La défense des troubles mentaux a commencé en Angleterre au 19e siècle pour ensuite venir au Canada. Les troubles mentaux sont présents depuis des lustres. Au Canada, la première institution pour soigner les troubles mentaux apparut en 1872 appelée « The Victoria Lunatic Aslyum ». Une défense prit naissance pour aider ces personnes en cas de besoin. Il s’agit d’une défense qui est codifiée dans le Code criminel sous l’article 16 au Canada. Elle permet à une personne d’être déclarée non criminellement responsable, fondée sur des problèmes de troubles mentaux. Le concept de la défense d’aliénation existe depuis bien longtemps avant même son arrivée au Canada.

### La perception de la folie du 17esiècle au 21esiècle au Canada
La perception de la folie au Canada a changé au cours des années influençant intrinsèquement la défense. Au Québec, les « fous » étaient chassés à l’extérieur de la ville, mis sur des bateaux et même lancés dans un fleuve. Il arrivait parfois que les familles s’occupaient de ceux-ci sans avoir recours à aucune aide-externe comme des hôpitaux. Ils étaient exclus de la société. Le concept de séjour dans les hôpitaux pour les « fous » fait son apparition seulement à la fin du 17e siècle. Une des raisons de la prise en charge de ce trouble par les hôpitaux est que les familles n’avaient plus les moyens de s’occuper d’eux en raison de la crise économique à l’intérieur de ces années. Un exemple de cas de troubles mentaux remonte à 1660, lorsque l'on a enfermé dans un hôpital une jeune fille en raison de l'apparition de démons qui lui parlaient, malgré de nombreuses tentatives infructueuses d'exorcisme. Au 18e siècle, on regarde la naissance du concept de garde pour les personnes atteintes de troubles mentaux dans des endroits exclusivement pour eux, plusieurs patients ne voyaient que ces quatre murs jusqu’à leur décès. Les religieuses dirigeaient les traitements des patients et celles-ci n’étaient pas douces avec les patients. Un exemple est qu’il avait recours aux chaines pour restreindre les patients. La perception de la maladie après un certain temps change, car on ne chasse plus ces personnes, mais on veut soigner leur maladie, au 19e siècle. Ce qui correspond avec l’arrivée de la défense M’Naghten. Dans les années 50, on cherche à améliorer la condition de vie des gens dans les asiles. Notamment, le gouvernement va créer un programme fédéral incluant comme but d'améliorer les compétences du personnel et des services procurés par le personnel dans les hôpitaux envers les personnes atteint de trouble mental. Il y a aussi l’arrivée d’une médication plus efficace qui raccourcit le besoin des gens d’être hospitalisé. Les troubles mentaux semblent dorénavant curables. La perception de la maladie change lentement au Canada vers le mieux. Par la suite, on voit un changement arrivé dans les années 80-90 pour modifier la défense de trouble mental.

### La naissance de la défense de trouble mental en Angleterre
La défense de trouble mental au Canad commence en Angleterre, plus précisément en 1843. Il faut donc remonter le temps pour bien comprendre les racines de cette défense. Il s’agit d’une règle adoptée dans l’affaire assez célèbre de M’Naghten.
Ce moyen de défense provient d’une affaire en Angleterre à propos d’un dénommé Daniel M’Naghten. Daniel M’Naghten souffrait d’hallucination en croyant véritablement qu’il se faisait persécuter par le premier ministre, un dénommé Robert Peel. Ce dernier a tué la secrétaire du premier ministre en croyant que c’était le premier ministre. Il disait qu’il devait tuer le premier ministre, parce qu’il était un partisan d’un ancien mouvement conservateur britannique et que celui-ci essaye de le tuer. Il a été déclaré non-coupable pour cause d’aliénation mentale, ce qui causa un soulèvement de la part du peuple. Cette turbulence à l’intérieur du peuple fut en sorte que la Chambre des Lords demanda à la cour du Banc de la Reine pour obtenir une explication plus claire sur la règle. La cour explique plus précisément l’application de la règle de la manière suivante. La personne demandant la défense ne doit pas savoir ce qu’il fait. Un autre scénario possible est que la personne savait la nature de son geste, mais il n’avait pas d’idée que ce geste est mal. Le fait simple d’avoir un trouble mental n’est pas suffisant pour se prévaloir de cette défense. Avant l’arrivée de la règle M’Naghten, les personnes qui souffraient de troubles mentaux étaient acquittées s’ils ne possédaient pas la capacité de distinguer le mal et le bien. Maintenant, le fardeau de preuve tombait sur l’accusé et ce dernier devait prouver devant la cour qu’il y avait un dysfonctionnement de ses fonctions cognitives.

### L’introduction de la défense de trouble mental dans le Code criminel canadien
Le Canada s’est ensuite inspiré de cette règle pour introduire la défense pour la première fois dans le Code criminel de 1892 à l’aide d’énoncés similaires au cas de M’Naghten. Dans cette version de l’article, les personnes retrouvées non criminellement responsables étaient incarcérées pour une période indéterminée. Il ne s’agit plus d’une demande envers la cour d’être plus clément au sujet de la sentence, mais bien un moyen de défense légitime qui peut être utilisé devant les tribunaux. Le Code criminel se lisait comme suit :
« 16 . (1) Nul ne peut être déclaré coupable d'une infraction à l'égard d'un acte ou d'une omission de sa part alors qu'il était aliéné.
(2) Pour l'application du présent article, une personne est aliénée lorsqu'elle est dans un état d'imbécilité naturelle ou atteinte de maladie mentale à un point qui la rend incapable de juger la nature et la qualité d'un acte ou d'une omission, ou de savoir qu'un acte ou une omission est mauvais.
(3) Une personne qui a des idées délirantes sur un point particulier, mais qui est saine d'esprit à d'autres égards, ne peut être acquittée pour le motif d'aliénation mentale, à moins que ses idées délirantes ne lui aient fait croire à l'existence d'un état de choses qui, s'il eût existé, aurait justifié ou excusé son acte ou omission.
(4) Jusqu'à preuve du contraire, chacun est présumé être et avoir été sain d'esprit » .
Donc dans la version antérieure du Code, on accordait la défense pour toute personne dite atteinte « d’imbécilité naturelle ou de maladie mentale ». De plus, la personne ne doit pas être capable de comprendre la nature ou l’ampleur de l’effet néfaste de leur geste. Il existait des différences notables entre la règle de M’Naghten évoquée précédemment en Angleterre, telle que l’utilisation du mot « juger » dans l’énoncé canadien plutôt que « savoir » au paragraphe deux, ce qui pourrait élargir la portée de cette défense. Ce simple changement de mot a fait en sorte que la cour devait non seulement évaluer la capacité de la personne à apprécier la nature de son geste, mais aussi la capacité de l’individu à anticiper et à évaluer les dommages de sa conduite. Il pouvait enfermer la personne où il voulait et pour le temps qu’il désirait.

### Modifications législatives: Le projet de loi C-30
Les propositions de modifications législatives remontent à 1975 et se sont continuées sur une période d’environ 15 ans. Entre 1985 et 1986, le ministère de la Justice a produit un rapport avec un grand nombre de recommandations pour moderniser la loi. Ces changements comprenaient des modifications sur le vocabulaire et des protections des droits de l’accusé par la Charte notamment l’article 7 et 9. Il voulait aussi établir des limites pour la durée d’internement d’une personne en tranche de deux ans, de dix ans et à vie, mais ce concept n’était pas bien accepté. Ce concept n’a aussi jamais vu le jour. On disait que ce genre de limitation forcerait la mise en liberté de personnes qui seraient encore une menace à la société.
Les consultations se sont poursuivies jusqu’en 1988. Avec des modifications aux projets, on aboutit à la création du projet de loi C-30 qui officialisait des modifications apportées à la loi. En 1992, ce projet de loi fut entré en vigueur et modifia le Code criminel à ce sujet. Le projet de loi C-30 apportait des modifications aux vocabulaires tels que le terme non criminellement responsable en raison de trouble mental. On retire les mots « imbécilité naturelle » et « maladie mentale ».
Avant le projet, les personnes étaient incarcérées de manière indéterminée, il n’y avait aucune période déterminée et cela se produisait automatiquement après que l’accusé était trouvé coupable.  Ce type de détention a été déclaré inconstitutionnel dans l’arrêt R c Swain, un arrêt de la Cour Suprême du Canada. Dans cet arrêt, il s’agit de Owen Swain qui a attaqué sa femme et son enfant causant des blessures superficielles. Dans cet arrêt, on met en cause la capacité du tribunal d’enfermer une personne pour une période indéterminée et l'on remet en cause le pouvoir du lieutenant-gouverneur de décider la durée de l’incarnation. On déclare que toute mesure de détention ne dura plus que 60 jours. On déclare aussi que la détention automatique est inconstitutionnelle en vertu de l’article 7 et 9 de la Charte canadienne des droits et libertés. L’article 9 de la Charte spécifie que « Chacun a droit à la protection contre la détention ou l’emprisonnement arbitraires. ». L’article 7 de la Charte garantit à chacun le droit à la vie, à la liberté et à la sécurité. Un individu a donc le droit de savoir quand sa peine terminera et donc quand il sera libre. On apporte certaines modifications, mais on laisse surtout le choix au parlement de modifier la législation.
On voulait aussi savoir si la Couronne avait le droit de présenter la défense au nom de l’accusé sans son consentement. La Cour répond que soulever un moyen de défense contre le gré de l’accusé lui fait perdre le contrôle de sa propre défense. On énonce que la couronne peut seulement amener des preuves de troubles mentaux si l’accusé choisit d’utiliser cette défense. Donc, la Couronne peut seulement demander une évaluation psychiatrique si la Couronne suspecte que la personne est inapte au procès ou que le défendeur fait valoir qu’il veut utiliser la défense de trouble mentale .
Le projet de loi C-30 reflète les recommandations demandées par la Cour dans l’arrêt R c. Swain. Désormais, le tribunal a trois choix, libérer la personne de manière inconditionnelle, de manière conditionnelle ou détention dans un hôpital. Le lieutenant-gouverneur ne possède plus la responsabilité de décider combien de temps une personne est enfermée comme il le veut. Une commission d’examen peut aussi prendre la décision à la place du tribunal. La commission doit quand même examiner la décision du tribunal et une libération qui n’est pas inconditionnelle devra être examinée chaque année. Une personne ne peut pas être retenue dans un établissement si elle ne représente pas un danger pour la population.
Il a donc eu des modifications apportées sur la terminologie dans le Code criminel, sur le contrôle d’une personne sur sa propre défense et sur le temps qu’une personne peut passer enfermer.

### Constitutionnalité du renversement de fardeau
Malgré les changements apportés par le projet de loi, il reste que l’accusé possède le fardeau de preuve et est encore présumé sain d’esprit. On aborde le sujet dans l’arrêt R c Chaulk. Dans cet arrêt, il s’agit de deux jeunes qui ont eu recours à cette défense à la suite d’avoir été accusé d’avoir volé et battu à mort une personne âgée dans sa demeure. Ils ont essayé d’utiliser la défense de trouble mental, mais la cour refuse . Ils font donc valoir devant les tribunaux la violation que comporte la présomption d’être saint d’esprit sur la présomption d’innocence garanti par la Charte qui se retrouve à l’article 11d). Dans l'affaire R c Chaulk, il est reconnu que le fait d’être désigné automatiquement comme sain d’esprit à moins d’avis contraires constitue une violation de la Charte. La Cour par la suite effectue le test d’Oakes pour déterminer si la disposition peut être justifiée par l’article premier de la Charte. Alors, la cour détermine que cette disposition est justifiée sous l’article premier de la Charte. Donc, l’article 16(2) du Code criminel est valide constitutionnellement et est encore présent dans le Code criminel depuis ce jour.

### Établissement de la différence entre l’automatisme aliéné ou non aliéné
Finalement, en 1999, une distinction claire est faite entre l'automatisme aliéné et non aliéné. L’automatisme peut signifier qu’une personne commet un acte sans la participation volontaire de sa conscience. Dans le cas de l'automatisme avec aliénation mentale, l'action inconsciente de la personne résulte d'un trouble mental. L’automatisme non aliéné est lorsque l’action de la personne ne provient pas d’un trouble mental. L’automatisme entraine un acquittement complet des accusations alors que la défense de troubles mentaux rend la personne non criminellement responsable d’où vient l’importance de faire une distinction claire entre les deux. Le droit reconnait ces deux types d’automatismes comme défense. L’arrêt R c Stone énonce clairement la distinction entre les deux: sans aliénation mentale et avec aliénation mentale. Dans cet arrêt, il s’agit d’un homme qui a été accusé d’avoir poignardé sa femme à plusieurs reprises, environ 46 fois à la suite de violences verbales émise par sa femme envers lui. L’accusé dit avoir eu une perte de conscience par suite de ces propos violents menant à l’attaque.
Dans ce cas, si le juge détermine qu’il s’agit d’un automatisme avec aliénation mentale, alors cela tombe sous la catégorie de défense pour troubles mentaux. Donc, la personne devra suivre l’article 16 du Code criminel pour utiliser cette défense et cela entraine un verdict de non-responsabilité criminelle.